# Майк Пепловскі
Майкл Волтер Пепловскі (англ. Michael Walter Peplowski, нар. 15 жовтня 1970, Детройт, США) — американський професіональний баскетболіст, що грав на позиції центрового за низку команд НБА. Гравець національної збірної США.

## Ігрова кар'єра
Починав грати у баскетбол у команді старшої школи Де ла Салль (Воррен, Мічиган). На університетському рівні грав за команду Мічиган Стейт (1989–1993). 
1993 року був обраний у другому раунді драфту НБА під загальним 52-м номером командою «Сакраменто Кінґс».
Професійну кар'єру розпочав 1993 року виступами за тих же «Сакраменто Кінґс», захищав кольори команди із Сакраменто протягом одного сезону.
З 1994 по 1995 рік грав у складі «Детройт Пістонс».
Частину 1995 року виступав у складі іспанської команди «Барселона».
Наступною командою в кар'єрі гравця була «Вашингтон Буллетс», за яку він відіграв лише частину сезону 1995 року.
Останньою ж командою в кар'єрі гравця стала «Мілвокі Бакс», до складу якої він приєднався 1996 року і за яку відіграв залишок сезону.